# БРСМ-Нафта
«БРСМ-Нафта» — торгова марка мережі автозаправних комплексів під управлінням керівної компанії — ТОВ «ЄВРО СМАРТ ПАУЕР». Розвивається з 1992 року. Станом на 2024 рік мережа налічує 216 АЗК.
За даними ДФСУ, «Стейт Оіл» (попередня керівна компанія) за підсумками 2016 року посіла 8-ме місце серед найбільш платників податків у сфері торгівлі і 74-ту позицію в загальнодержавному рейтингу.
Мережа автозаправних комплексів «БРСМ-Нафта» входить в трійку найбільших імпортерів зрідженого автомобільного газу в Україну.

## Історія
- Датою заснування компанії вважається 7 лютого 1992 року, коли Андрій Біба почав продавати пальне, на АЗС в Києві.

- 7 січня 1995 року розпочала діяльність АЗС, в селі Таценки (Обухівська міськрада, під Києвом).

- Того ж року було зареєстровану торгову марку «БРСМ-Нафта».

- Тривалий час компанія орендувала автозаправні станції.

- У 2010 році при автозаправних комплексах починають відкриватися мінімаркети з продажу супутніх товарів та продуктів швидкого споживання.

- У 2012 році компанія вивела на ринок України бензин з додаванням біоетанолу.

- У 2014—2017 роках відбуваються епізодичні обшуки та блокування роботи десятків АЗС працівниками МВС та велися провадження щодо ухиляння від сплати податків.

- 21 листопада 2014 року були спроби рейдерського захоплення мережі БРСМ з боку інвестиційного фонду FreezeOil Fund.
- Станом на жовтень 2017 року мережа налічує 188 АЗС, в усіх регіонах України (окрім тимчасово окупованих територій), при 162 з них функціонують магазини роздрібної торгівлі продуктами та товарами широкого вжитку[5][6].
- У лютому 2020 року «БРСМ-Нафта» відкрила власну мережу супермаркетів при АЗС під торговою маркою «Good market». Це перші в Україні магазини даного формату при автозаправних комплексах, в яких представлено повний асортимент товарів повсякденного вжитку, що задовольняє основні потреби покупця[7].
- 26 жовтня 2020 року за даними «Консалтингової групи А-95» національна мережа АЗК «БРСМ-НАФТА» увійшла до трійки найбільших українських імпортерів бензинів. Обсяг білоруського імпортованого ресурсу у мережу становить 8,9 тис. тонн, що на 30 % більше, ніж у 2019 році[8].
- 19 листопада 2020 року Національна мережа АЗК «БРСМ-Нафта» і футбольний клуб «Шахтар» оголосили про глобальне партнерство[9].
- 1 вересня 2020 року бренд заявляє про комплексні стратегічні зміни у своїй діяльності, що полягають у трансформації формату автозаправних комплексів та в максимально швидкому обслуговуванні клієнтів. Було представлено нову стратегію «TURBOTA PRO людей та авто». АЗК «БРСМ-НАФТА» позиціонують себе не як заправка із супермаркетом та кафе, а як супермаркет та кафе із заправкою[10].
- 13 лютого 2021 року мережа АЗК «БРСМ-НАФТА» виступила титульним партнером міжнародних боксерських змагань у Києві. Міжнародні рейтингові і титульні поєдинки відбулися за участю боксерів з України, Туреччини, Албанії, Ізраїлю та інших країн[11].
- У жовтні 2021 року мережу БРСМ-Нафта нагороджено премією HR-бренд Україна 2021[12].

### Інциденти
- 22 квітня 2014 року у приміщенні АЗС компанії в Переяславі-Хмельницькому стався вибух. Загинуло шість осіб, ще шестеро травмовано. Прокуратура виключила версію теракту, заявивши про несправність газороздавальної колонки[13].

- 8 червня 2015 року на нафтобазі компанії у Васильківському районі Київської області сталась масштабна пожежа. Під час гасіння загинули шестеро людей, 2 працівників нафтобази та 4 рятувальників МНС. У компанії заявили, що пожежа була наслідком підриву[14]. У зв'язку з подією МВС заарештувало фактичного керівника нафтобази та її головного інженера[15].

## Продукція
Основним видом господарської діяльності мережі автозаправних комплексів «БРСМ-Нафта» є роздрібна торгівля автомобільним пальним.
Станом на 2017 рік діє 188 АЗС мережі, на яких реалізовується пальне з п'яти НПЗ:
- Мозирський нафтопереробний завод ( Мозир)
- Нафтан ( Полоцьк)
- Rompetrol ( Неводарі)
- Orlen — Литва ( Мажейкяй)
- Беларуснафта ( Річиця)

Також реалізовуються екологічні види палива, з додаванням біоетанолу. Окрім готівкового та безготівкового розрахунку, діє система карток-передплати по гривневій схемі та по літровій схемі. Запроваджено мобільний додаток БРСМ-PLUS на платформах ОС Android та iOS.
На 162 автозаправних комплексів мережі функціонують магазини харчових продуктів і товарів широкого вжитку. Більшість магазинів мають фастфуд-зони.
За результатами лабораторних досліджень, що проводилися у 2015—2017 роках Інститутом споживчих експертиз, якість пального, яке реалізується в мережі, повністю відповідає європейським стандартам. У червні 2015 року міністр внутрішніх справ Арсен Аваков заявив про відкриття кримінальної справи проти компанії через завдання збитків держбюджету на суму 1,2 млрд грн, створенням контрафактного бензину шляхом змішування токсичних присадок і сурогатних сумішей бензинів і конденсату. За даними часопису focus.ua лише за першу половину 2015 року компанія закупила 10 тис. т октанопідвищуючих присадок, що в багато разів перевищує кількість офіційно проданого нею палива, у якому присадки мали б застосовуватись.

## Соціальна відповідальність
Компанія «БРСМ-Нафта» була спонсором Всеукраїнських змагань з академічного веслування у 2016 році.
Підтримка чемпіона України зі стронгмену — Віктора Посудевського.
У 2017 році компанія задля захоплення наукою серед підлітків виступила спонсором призів за перше місце для випускників Малої академії Наук.

#### Діяльність під час російського вторгнення в Україну
Компанія БРСМ-Нафта здійснює підтримку Збройних Сил України та волонтерів. Компанія майже щотижня передає FPV-дрони на фронт.
З 24 лютого 2022 року «БРСМ-Нафта» виділила 607 тис. тонн пального для заправки транспорту ЗСУ, ДСНС, швидкої допомоги, поліції, ТРО, транспорту евакуйованих мешканців.
У вересні 2022 року компанія «БРСМ-Нафта» створила благодійний фонд для допомоги ЗСУ. З початку повномасштабної війни БРСМ-Нафта безкоштовно заправила транспорт ЗСУ, тероборони та критичних служб на більш ніж 28 000 000 грн. Нині однойменний благодійний фонд збирає гроші на зимову форму для захисників — беруть участь усі клієнти мережі. Крім того, передали ЗСУ три тягачі DAF і три автоцистерни, один такий же тягач і цистерну відправили підрозділу ВМСУ.
На час повномасштабного вторгнення РФ в Україну відділ зовнішньої реклами мережі АЗК «БРСМ-Нафта» переформатовано на цех з виробництва протитанкового оборонного та побутово-необхідного обладнання для потреб військових. Цехом виготовляються підземні «буржуйки з прозорим димом», мобільні кухонні плити для приготування їжі, та плити для бронежилетів.
На АЗК «БРСМ-Нафта» у Дніпрі, Сколе, Кам'янець-Подільський створено повноцінні хостели для прийому біженців.
У червні 2022 року компанія БРСМ-Нафта підтримала українських спортсменів у 27 Кубку світу з кікбоксингу WAKO у Будапешті.
Мережа АЗС БРСМ-Нафта безкоштовно заправляє автомобілі військових і волонтерів. Загалом, компанія безоплатно надала 987 тис. літрів пального, що становить близько 43 мільйонів гривень.

## Власники
Від початку діяльності компанії «БРСМ-Нафта» у 1992 році та донині (2017) її засновником є громадянин України — Біба Андрій Васильович. Керуючою компанією станом на грудень 2017 є ТОВ «ЄВРО ПАУЕР» (Київ), за даними держреєстру власником 100 % установного капіталу компанії LLC «EVRO POWER» є резидент (США), штат (Нью-Джерсі). У попередні роки керуючою компанією була компанія ТОВ «Стейт Оіл» також із прямими американськими інвестиціями.
Засновник компанії Андрій Біба у 2016 році був нагороджений почесною медаллю 15-річчя Православ'я в Таїланді, за багатолітню підтримку УПЦ МП та в цілому Російської Православної Церкви в Таїланді.

## Скандали
У жовтні 2020 року журналісти bihus.info виявили, що «БРСМ-Нафта» причетна до незаконного фінансування діяльності політичного проєкту «Партія Шарія», лідером якого є проросійський пропагандист Анатолій Шарій. Зокрема, за даними журналістів, Анджела Василівна Ларкіна, яка є керівником низки підприємств, за якими стоїть бренд «БРСМ-Нафта», схвалює всі неофіційні фінансові витрати на діяльність політпроєкту Анатолія Шарія.